# فینن‌دال
شهر فینن‌دال (به هلندی: Veenendaal) در اوترخت در کشور هلند واقع شده‌است. جمعیت این شهر ۶۱٫۷۶۱ نفر  است.

## نگارخانه

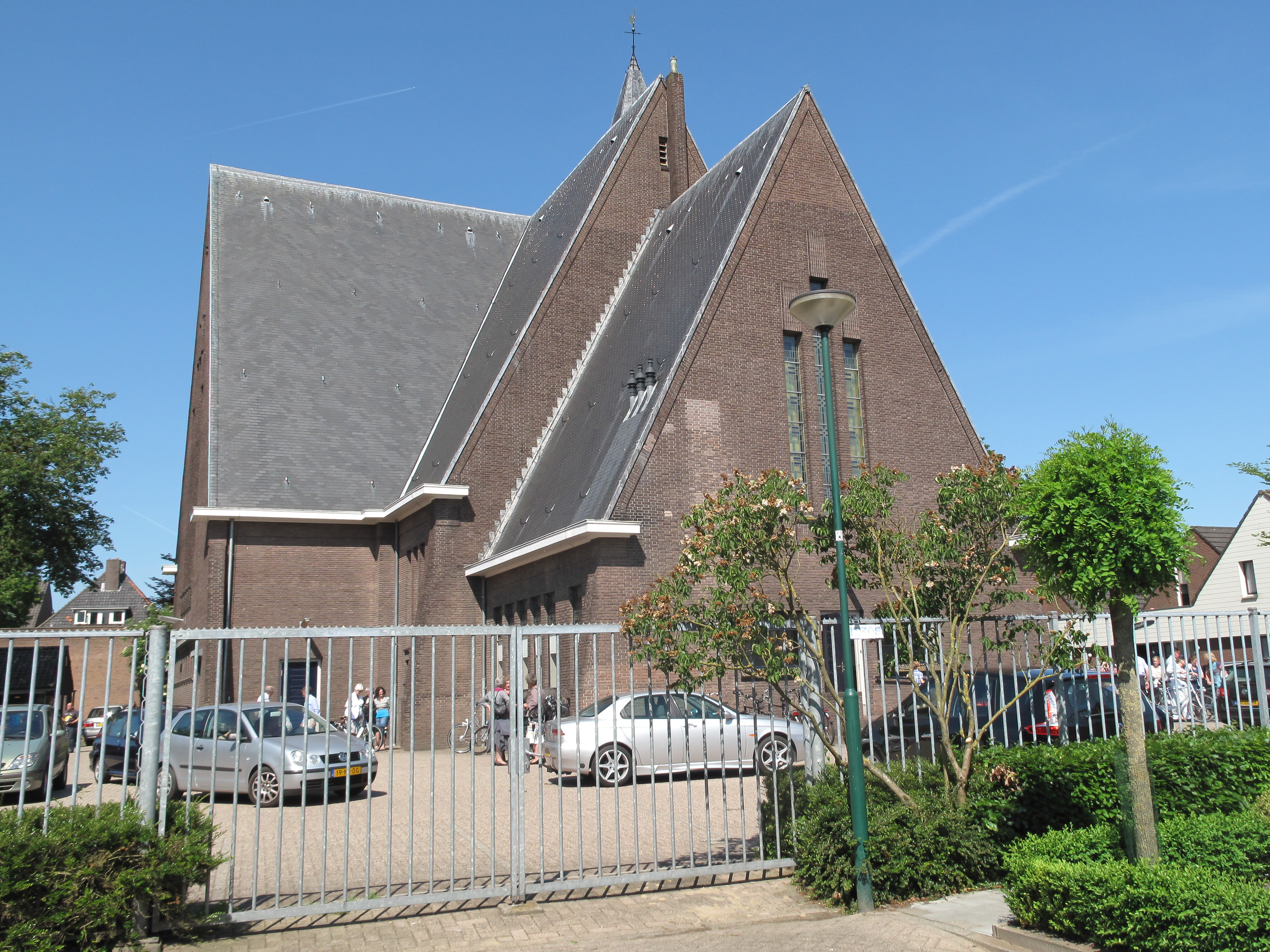
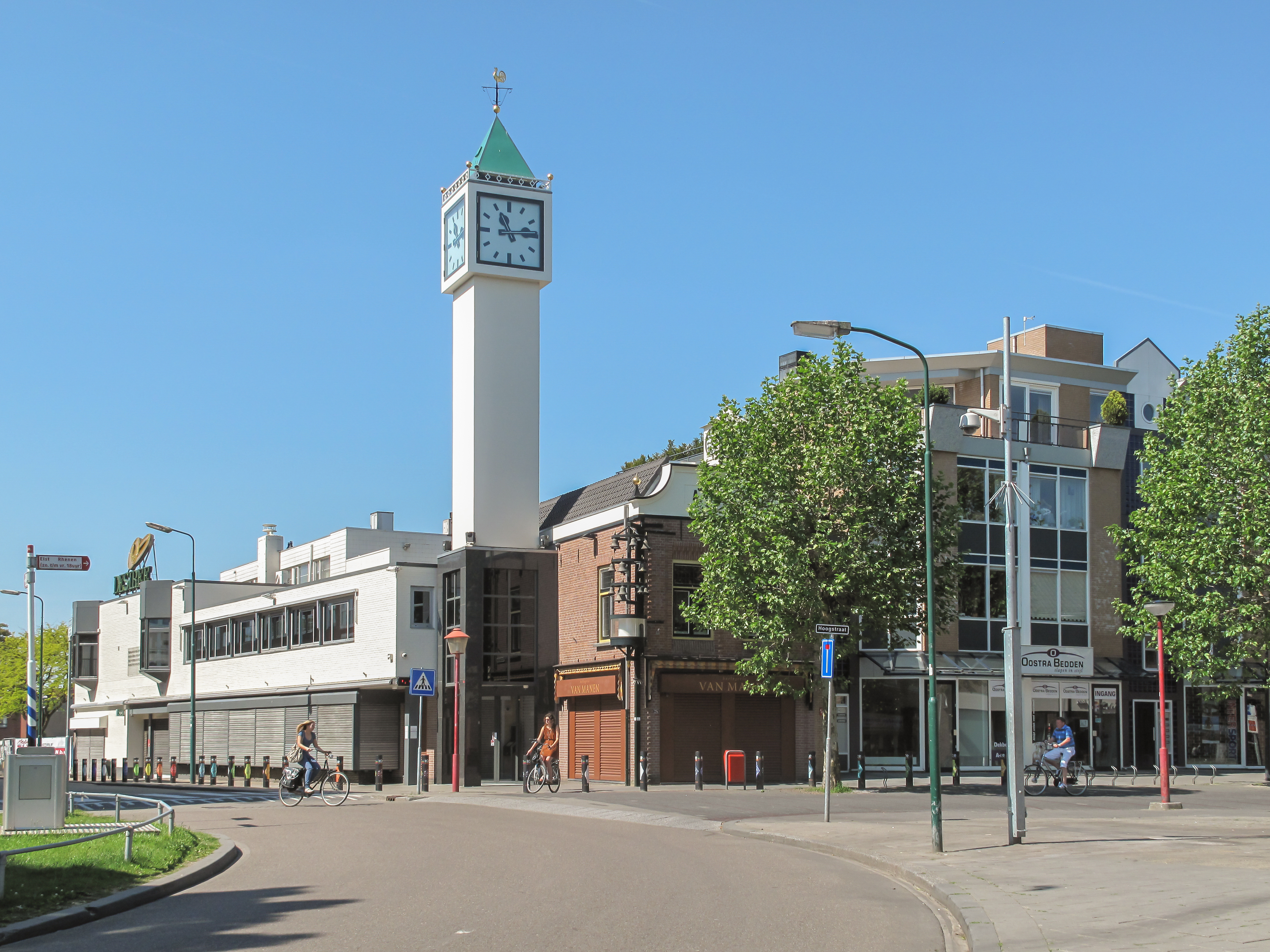
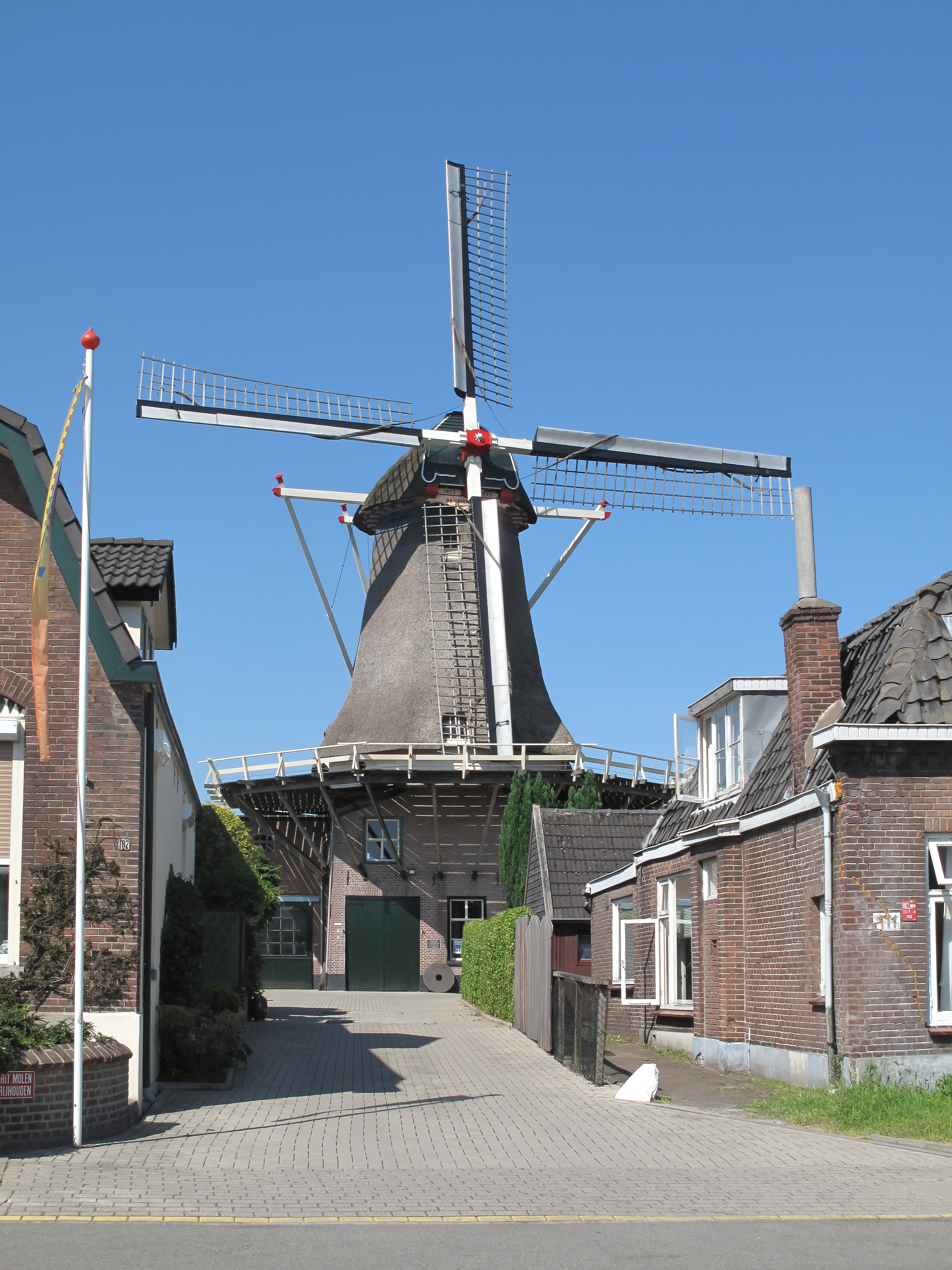
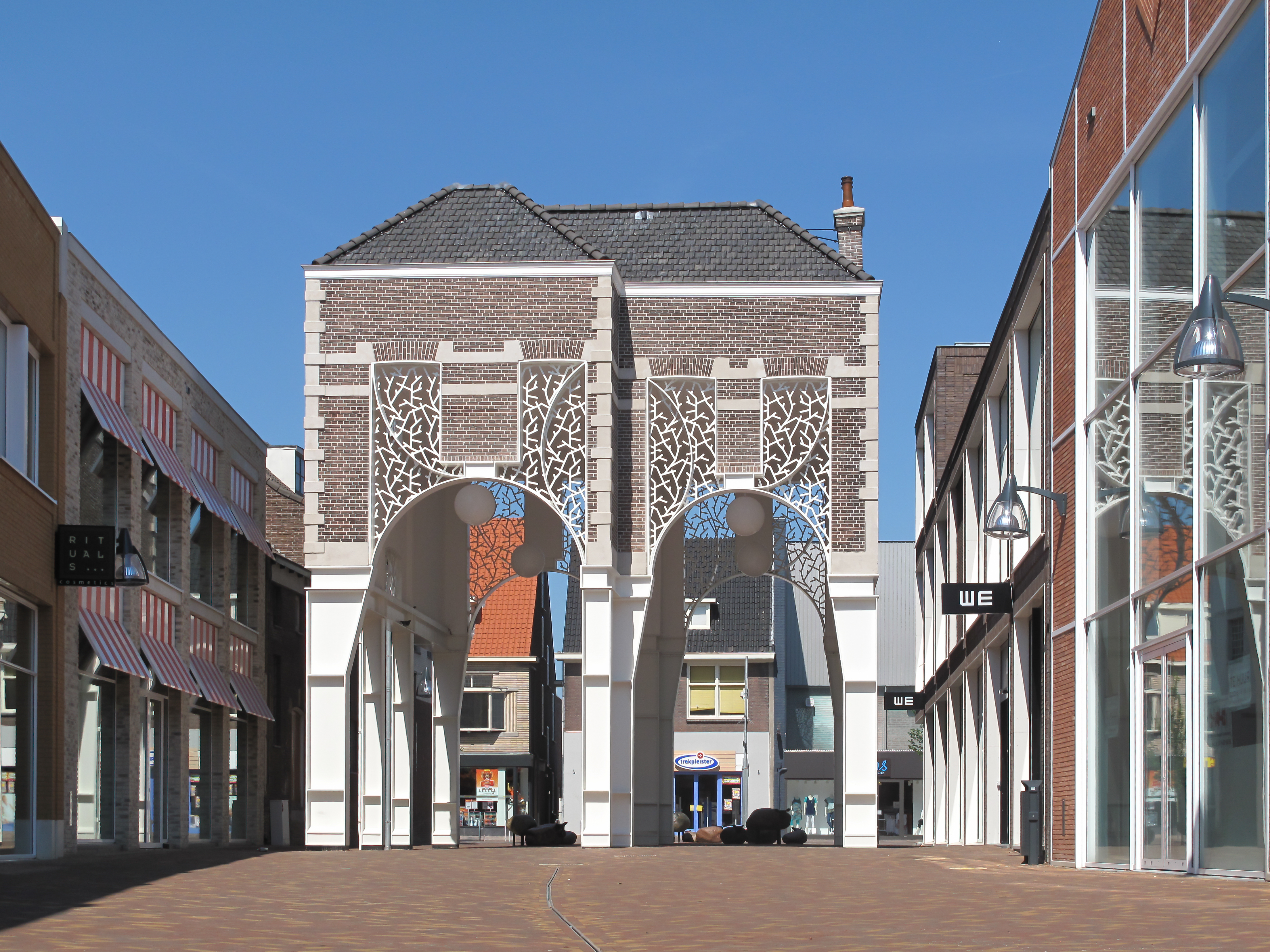